# I liga 1979-1980 (pallacanestro maschile)
La I liga 1979-1980 è stata la 46ª edizione del massimo campionato polacco di pallacanestro maschile. La vittoria finale è stata ad appannaggio dello Śląsk Breslavia.

## Risultati

### Stagione regolare
|     | Squadra            | G  | V  | P  | PF   | PS   | Pt. | Qualificazione        |
| --- | ------------------ | -- | -- | -- | ---- | ---- | --- | --------------------- |
| 1.  | Śląsk Breslavia    | 36 | 28 | 8  | 3420 | 3112 | 64  |                       |
| 2.  | Wybrzeże Danzica   | 36 | 22 | 14 | 3048 | 2865 | 58  |                       |
| 3.  | Start Lublino      | 36 | 20 | 16 | 2839 | 2822 | 56  |                       |
| 4.  | Resovia Rzeszów    | 36 | 20 | 16 | 2849 | 2838 | 56  |                       |
| 5.  | Zagłębie Sosnowiec | 36 | 18 | 18 | 2862 | 2829 | 54  |                       |
| 6.  | Legia Varsavia     | 36 | 18 | 18 | 3173 | 3236 | 54  |                       |
| 7.  | Górnik Wałbrzych   | 36 | 16 | 20 | 3329 | 3271 | 52  |                       |
| 8.  | Wisła Cracovia     | 36 | 15 | 21 | 2965 | 2985 | 51  |                       |
| 9.  | Lech Poznań        | 36 | 14 | 22 | 3251 | 3617 | 50  | retrocesse in II liga |
| 10. | Polonia Varsavia   | 36 | 9  | 27 | 2971 | 3432 | 45  | retrocesse in II liga |

| I liga 1979-1980          |
| ------------------------- |
| Śląsk Breslavia 5º titolo |

## Formazione vincitrice
| N° | Naz.               | Ruolo | Sportivo            |  | Alt. |  |
| -- | ------------------ | ----- | ------------------- |  | ---- |  |
|    | Polonia (bandiera) | C     | Leszek Chudeusz     |  | 203  |  |
|    | Polonia (bandiera) | C     | Marian Czarnecki    |  | 204  |  |
|    | Polonia (bandiera) | G     | Tomasz Garliński    |  | 193  |  |
|    | Polonia (bandiera) | G     | Tadeusz Grygiel     |  | 192  |  |
|    | Polonia (bandiera) | A     | Jacek Kalinowski    |  | 196  |  |
|    | Polonia (bandiera) | P     | Mirosław Kalinowski |  | 185  |  |
|    | Polonia (bandiera) | C     | Jacek Majchrowicz   |  | 202  |  |
|    | Polonia (bandiera) |       | Ryszard Morski      |  |      |  |
|    | Polonia (bandiera) | A     | Wojciech Popowski   |  | 196  |  |
|    | Polonia (bandiera) | P     | Ryszard Prostak     |  | 190  |  |
|    | Polonia (bandiera) | A     | Wojciech Zdrodowski |  | 199  |  |
|    | Polonia (bandiera) | P     | Dariusz Zelig       |  | 192  |  |
|    | Polonia (bandiera) | All.  | Mieczysław Łopatka  |  |      |  |

## Premi e riconoscimenti
- MVP stagione regolare:  Kent Washington, Start Lublino